# 自由が丘駅
自由が丘駅（じゆうがおかえき）は、東京都目黒区自由が丘一丁目にある、東急電鉄の駅である。東横線と大井町線が乗り入れ、両線の乗換駅となっている。駅番号は東横線がTY 07、大井町線がOM 10。
目黒区自由が丘と世田谷区奥沢に跨る繁華街として知られる自由が丘地区の中心であり、地名としての定着に大きな役割を果たした駅である。
目黒区最西端の駅。

## 概要
当駅は駅長所在駅である。「自由が丘管内」として当駅および東横線都立大学駅、大井町線緑が丘駅、九品仏駅、尾山台駅、等々力駅、上野毛駅の6駅を管理している。
2015年（平成27年）4月時点、駅照明がLED照明などの消費電力の少ない照明器具となっている。これは「〜スマートモデル自由が丘駅あかりプロジェクト〜」における事業で実施したもので、鉄道施設では設置例が少ない照明制御・調光システムを持つLED照明器具が設置されている他、一般照明としては日本初の実用的設置となる次世代照明「有機EL（有機エレクトロルミネッセンス）照明」や薄型のLEDサインも採用されている。

## 歴史

### 年表
- 1927年（昭和2年）8月28日：東京横浜電鉄東横線の九品仏駅（くほんぶつえき）として開設[7]。当初は島式ホーム1面2線であった[7]。
- 1929年（昭和4年）
  - 1月：大井町線開通に先立ち、東横線当駅を地上駅から高架化（大井町線と立体交差）[8]。
  - 10月22日：自由ヶ丘駅（じゆうがおかえき）に改称[7]。
  - 11月1日：目黒蒲田電鉄大井町線開通。
- 1958年（昭和33年）6月13日：東横線ホーム改良工事着手[8]。
- 1959年（昭和34年）11月30日：東横線ホームが島式ホーム2面4線化・改良工事完成[8][9][7]。
- 1961年（昭和36年）：駅前ロータリーに女神像新設[7]。
- 1966年（昭和41年）1月20日：自由が丘駅に改称[7]。
- 1968年（昭和43年）2月：券売機と改札機が一体となった「自動券売改札機」を設置[10]。
- 1974年（昭和49年）6月1日：自動改札機新設[11]（入場用×4基・出場用×2基）。

### 駅改良工事
東京横浜電鉄九品仏駅として開設した当初は地上駅であったが、大井町線開業時に東横線当駅前後520 mの区間を5.79 m嵩上げし、高架化した。この時点では島式ホーム1面2線構造であった。
1958年（昭和33年）6月、当駅を急行列車待避可能な2面4線構造に改良するための工事が開始された。これは東横線急行列車増発のため、日吉駅のみであった待避駅に当駅を加えるものである。改良工事は翌1959年（昭和34年）11月に完成、現状に近い2面4線構造へ改良された。事業費は3億5,000万円を要した。
2005年度（平成17年度）よりエレベーター・エスカレータ新設を中心に耐震補強、バリアフリー化を目的とする改良工事を開始した。正面口エレベーター新設に伴い、正面口が狭くなることから、北口改札が完成した。ランキンランキン出店・テコプラザ・定期券売り場移設・トイレ・改札外の交番改装も行われた。2007年（平成19年）10月にコンコース部改良工事が完成した。
- 2005年（平成17年）10月31日：北口改札完成[12]。
- 2006年（平成18年）
  - 2月7日：大井町線1番線ホームより、東横線3・4、5・6番線への上昇エスカレーター竣工。
  - 3月31日：東横線ホームと大井町線ホームとを結ぶエレベーター4台使用開始[13]。
  - 10月：当駅が九品仏駅（旧駅名）から改称して「77周年」を迎えるのを記念し、記念パスネット発売[14]や東横線・大井町線において記念ヘッドマーク付き電車の運転（9000系に各1編成）などが実施された[15][16] 。
  - 12月18日：正面口に切符売り場完成、仮設切符売り場は撤去。
  - 12月21日：正面口にインフォメーションセンターおよび定期券売り場供用開始。
- 2007年（平成19年）3月下旬：正面口前と東横線ホームを結ぶエスカレータ4基が竣工。新コンコース開通。
- 2008年（平成20年）3月：同月28日からの大井町線における急行運転開始に向け、6両編成対応ホーム延伸工事完了。
- 2009年（平成21年）3月：東京地下鉄副都心線との相互直通運転開始に向け、特急・通勤特急・急行における10両編成の列車が停車できるようにするためホーム延伸を行うための高架橋補強工事に着手[17][18]。
- 2012年（平成24年）3月30日：「〜スマートモデル自由が丘駅あかりプロジェクト〜」：東急電鉄の駅では初めてとなる全駅LED照明として、駅構内全てを調光・調色LED照明及びLEDサインとし、さらにシースルー改札と定期券うりばには、一般照明としては日本初の実用的設置となる次世代照明「有機EL（有機エレクトロルミネッセンス）照明器具」を導入[6][5]。
- 2013年（平成25年）
  - 3月16日：ホーム延伸部使用開始[19]。
  - 3月31日：「〜スマートモデル自由が丘駅あかりプロジェクト〜」：シースルー改札口と定期券うりばに設置してある、一般照明としては日本初の実用的設置となる次世代照明「有機EL（有機エレクトロルミネッセンス）照明器具」を更新した。

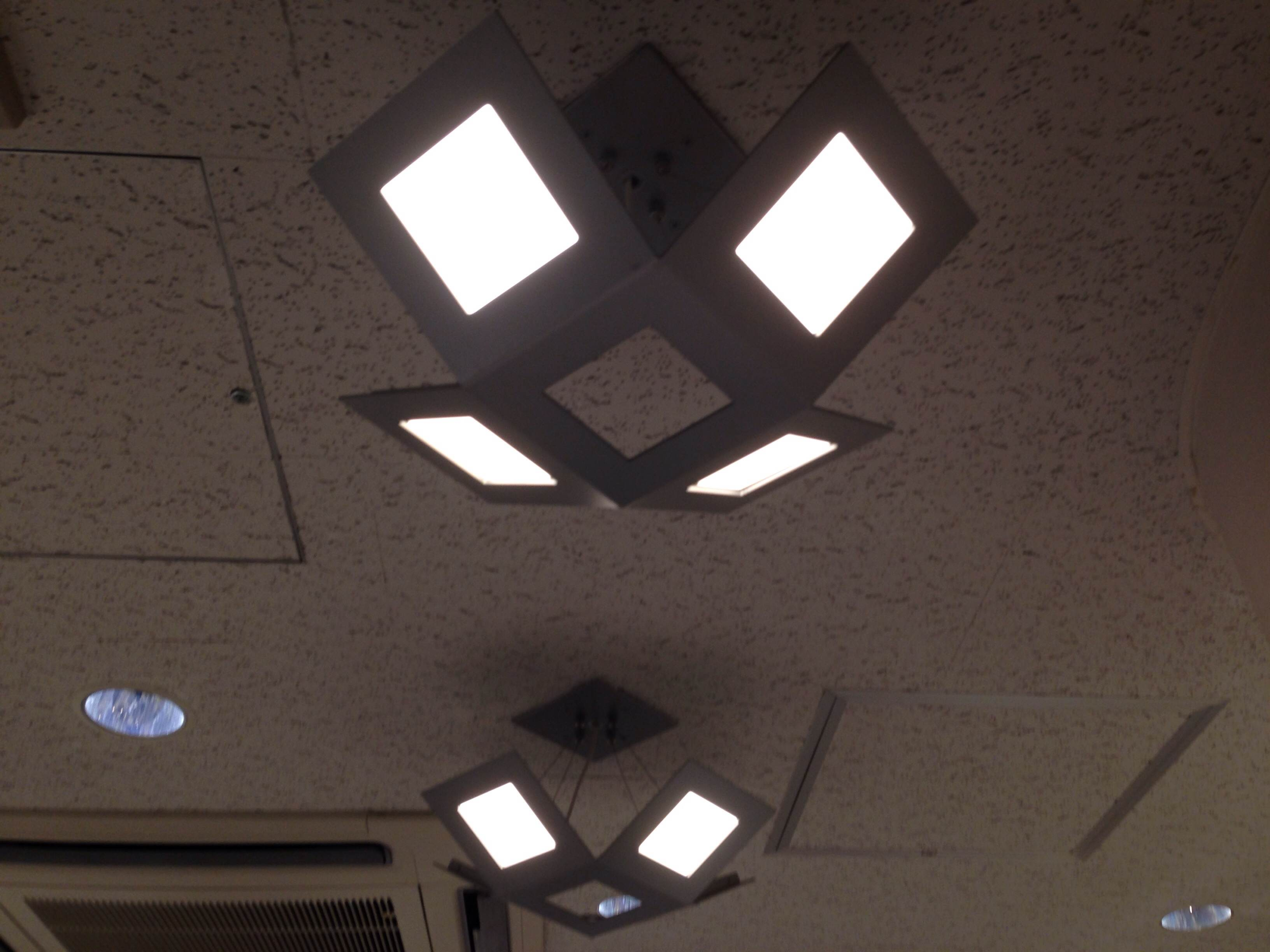
定期券売り場有機EL照明（2012年度）
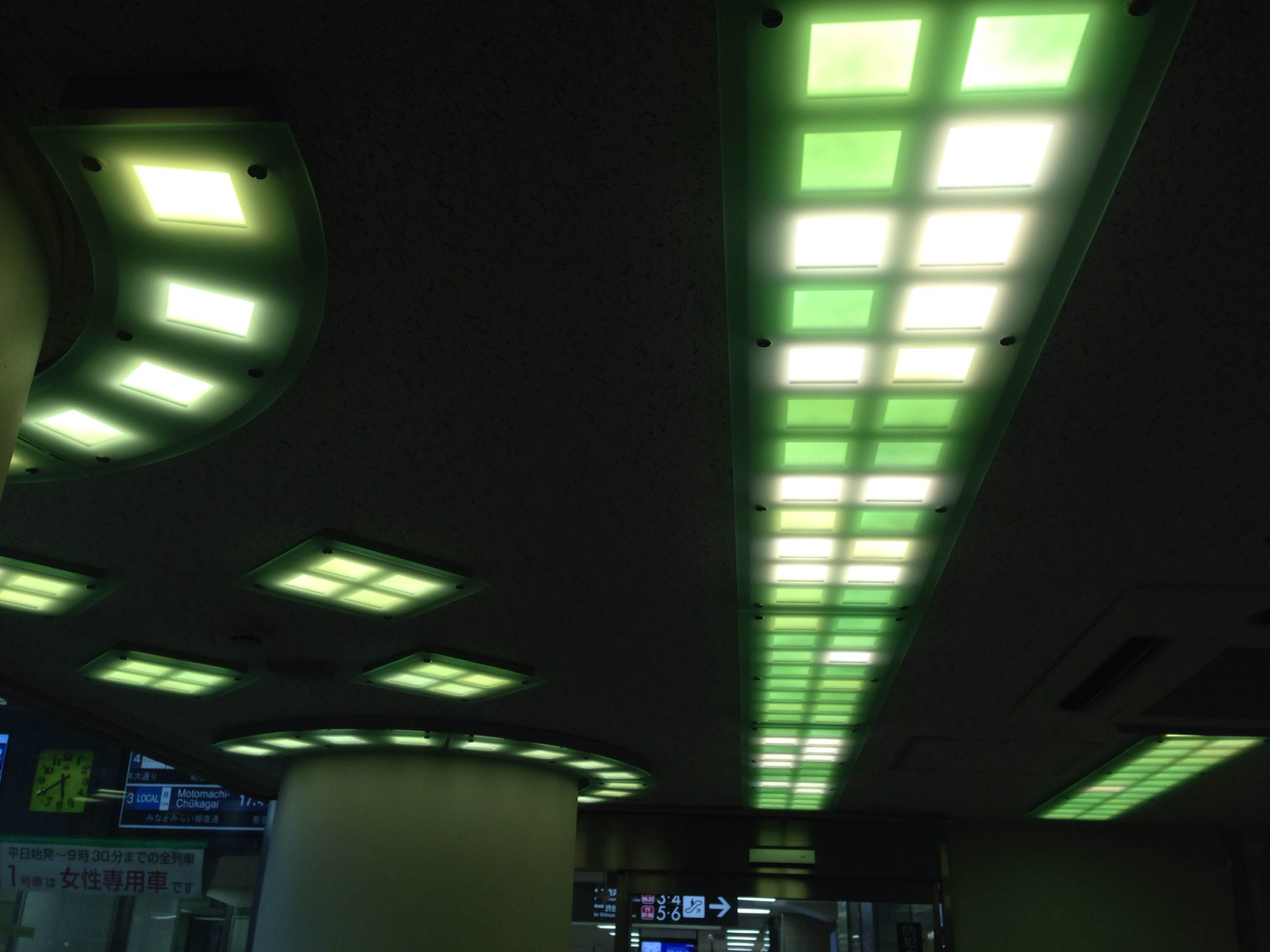
正面口改札窓口有機EL照明（2012年度）
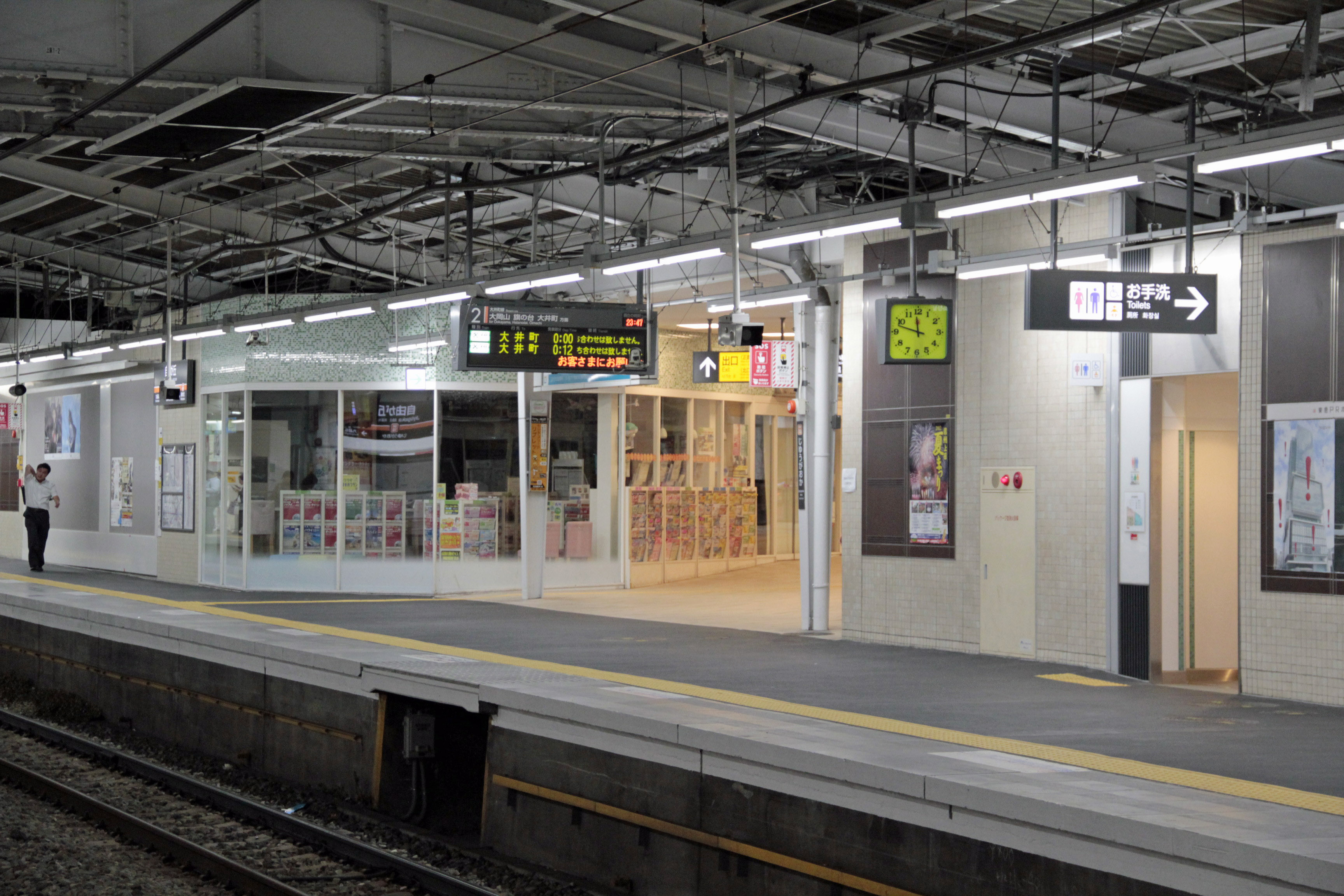
ホームなどはLED照明主体となっている（2012年度）

### 駅名の由来
近隣の古刹である九品仏浄真寺は9体の阿弥陀如来像を安置していることから「九品仏（）」と呼ばれていたため、駅開設当時はこの最寄り駅として「九品仏駅」とした。大井町線開通に伴い、寺により近い場所に「九品仏駅」が新設されることとなったため、駅所在地が東京府荏原郡碑衾村大字衾（）にあることから、「衾駅」も新しい駅名候補だった。地元に出来た自由ヶ丘学園に因んだ改称を舞踊家の石井漠ら文化人が運動して「自由ケ丘駅」となり、さらに現在の「自由が丘駅」と言う駅名となった（「年表」参照）。

## 駅構造
大井町線（1・2番線）は相対式ホーム2面2線を有する地上駅、東横線（3 - 6番線）は島式ホーム2面4線を有する高架駅である。

### のりば
| 番線       | 路線     | 方向 | 行先                                   |
| ---------- | -------- | ---- | -------------------------------------- |
| 地上ホーム |          |      |                                        |
| 1          | 大井町線 | 下り | 二子玉川・溝の口方面                   |
| 2          | 大井町線 | 上り | 大岡山・旗の台・大井町方面             |
| 高架ホーム |          |      |                                        |
| 3・4       | 東横線   | 下り | 横浜・元町・中華街・新横浜・二俣川方面 |
| 5・6       | 東横線   | 上り | 渋谷・池袋・川越市・所沢方面           |

東横線は2001年（平成13年）3月28日に特急を運行開始して以来、菊名駅同様終日緩急接続を実施するようになった。緩急接続時は外側の副本線3・6番線に各停、内側の主本線4・5番線に特急・通勤特急・急行（本線系統）が入線するが、2023年（令和5年）3月18日ダイヤ改正以降、土曜・休日ダイヤに限り、下り1本（急行湘南台行）のみ当駅でS-TRAIN2号元町・中華街行の待ち合わせを行なう。緩急接続駅であることから、平日朝ラッシュ時の渋谷方面ホームは乗車を待つ行列が伸び、急行・通勤特急は当駅から混雑が激しくなる。2023年（令和5年）8月21日より、当駅を7時20分 - 8時50分頃までに発着する上り列車に限り、朝ラッシュ時遅延軽減策の一環として、各停・急行・通勤特急を問わず5・6番線を交互に発着する形へ変更される。
東横線は夜間に元町・中華街駅発当駅終着各停1本が設定されている。到着後は6番線にそのまま夜間留置される。また3番線でも深夜に夜間留置が行われ、渋谷駅から回送で到着、翌朝も回送で出庫する。当駅 - 田園調布駅間には、非常時折返しに備えて渡り線がある。
大井町線は九品仏駅寄りに留置線1本（5両編成対応）を有し、回送列車の留置に用いられるほか、平日朝に下り当駅始発列車が1本設定されている。かつては自由が丘検車区が存在しており、その跡地にはトレインチ自由が丘が整備された。
駅名標は、2012年（平成24年）3月に実施した「〜スマートモデル自由が丘駅あかりプロジェクト〜」におけるLED化により、薄型のLEDサインに変更された。それまでは、東横線用ホームは現行の標準タイプであるが、大井町線用ホームは旧タイプと現行の標準タイプであった。
有料座席指定列車「S-TRAIN」は、土休日ダイヤのみ東横線に入線し、当駅にも停車する。

### 駅構内
- 正面口
  - 定期券うりば[2]、公衆電話、交番、トイレ（目黒区立）
- 南口
  - コインロッカー、公衆電話
- 北口
  - インターホン、公衆電話、コインロッカー、ランキンランキン自由が丘店
- 大井町線上りホーム
  - トイレ、toks、テコプラザ自由が丘駅店、公衆電話、スープストックトーキョー自由が丘店
- 大井町線下りホーム
  - トイレ、toks、ランキンランキン自由が丘南口店

## 利用状況
各線の2024年度（令和6年度）の1日平均乗降人員は以下の通り。
- 東横線 - 85,451人
- 大井町線 - 51,137人

東横線の乗降人員は、特急通過駅の日吉駅・綱島駅より少ない。
- 東横線⇔大井町線間の乗換人員を含んだ、2018年度（平成30年度）の路線別1日平均乗降人員は以下の通り[29]。
  - 東横線 - 279,683人 - 同線内では渋谷駅、横浜駅に次ぐ第3位。
  - 大井町線 - 237,587人 - 同線内では第1位。

### 年度別1日平均乗降人員
近年の1日平均乗降人員の推移は以下の通り。
| 年度               | 東横線           | 東横線 | 乗換人員 | 大井町線         | 大井町線 |
| 年度               | 1日平均 乗降人員 | 増加率 | 乗換人員 | 1日平均 乗降人員 | 増加率   |
| ------------------ | ---------------- | ------ | -------- | ---------------- | -------- |
| 2003年（平成15年） | 83,998           | 2.6%   | 122,012  | 36,331           | 6.4%     |
| 2004年（平成16年） | 83,161           | −1.0%  | 128,395  | 37,841           | 4.2%     |
| 2005年（平成17年） | 83,582           | 0.5%   | 131,705  | 38,802           | 2.5%     |
| 2006年（平成18年） | 86,521           | 3.5%   | 137,660  | 40,753           | 5.0%     |
| 2007年（平成19年） | 87,319           | 0.9%   | 140,072  | 48,832           | 19.8%    |
| 2008年（平成20年） | 92,323           | 5.7%   | 148,078  | 47,352           | −3.0%    |
| 2009年（平成21年） | 92,236           | −0.1%  | 156,684  | 48,711           | 2.9%     |
| 2010年（平成22年） | 91,202           | −1.1%  | 161,375  | 49,404           | 1.4%     |
| 2011年（平成23年） | 90,099           | −1.2%  | 160,717  | 49,566           | 0.3%     |
| 2012年（平成24年） | 91,962           | 2.1%   | 165,198  | 51,341           | 3.6%     |
| 2013年（平成25年） | 95,721           | 4.1%   | 167,883  | 53,389           | 4.0%     |
| 2014年（平成26年） | 96,158           | 0.5%   | 168,003  | 53,617           | 0.4%     |
| 2015年（平成27年） | 97,453           | 1.3%   | 172,909  | 54,943           | 2.5%     |
| 2016年（平成28年） | 98,262           | 0.8%   | 176,143  | 55,703           | 1.4%     |
| 2017年（平成29年） | 99,512           | 1.3%   | 178,318  | 57,028           | 2.4%     |
| 2018年（平成30年） | 100,055          | 0.5%   | 179,628  | 57,959           | 1.6%     |
| 2019年（令和元年） | 98,557           | −1.5%  |          | 57,603           | −0.6%    |
| 2020年（令和02年） | 64,988           | −34.1% |          | 39,273           | −31.8%   |
| 2021年（令和03年） | 72,615           | 11.7%  |          | 43,453           | 10.6%    |
| 2022年（令和04年） | 78,634           | 8.3%   |          | 46,371           | 6.7%     |
| 2023年（令和05年） | 82,990           | 5.5%   |          | 49,429           | 6.6%     |
| 2024年（令和06年） | 85,451           | 3.0%   |          | 51,137           | 3.5%     |

### 年度別1日平均乗車人員
近年の1日平均乗車人員は下記の通り。
| 年度   | 東 横 線 | 大井町線 | 出典              |
| ------ | -------- | -------- | ----------------- |
| 1990年 | 96,556   | 75,863   | [ 東京都統計 1 ]  |
| 1991年 | 96,451   | 77,109   | [ 東京都統計 2 ]  |
| 1992年 | 94,482   | 74,068   | [ 東京都統計 3 ]  |
| 1993年 | 92,521   | 71,671   | [ 東京都統計 4 ]  |
| 1994年 | 35,937   | 15,471   | [ 東京都統計 5 ]  |
| 1995年 | 34,973   | 16,025   | [ 東京都統計 6 ]  |
| 1996年 | 35,252   | 15,600   | [ 東京都統計 7 ]  |
| 1997年 | 35,515   | 15,658   | [ 東京都統計 8 ]  |
| 1998年 | 37,236   | 16,200   | [ 東京都統計 9 ]  |
| 1999年 | 38,366   | 16,486   | [ 東京都統計 10 ] |
| 2000年 | 38,726   | 16,570   | [ 東京都統計 11 ] |
| 2001年 | 39,337   | 16,874   | [ 東京都統計 12 ] |
| 2002年 | 40,041   | 17,068   | [ 東京都統計 13 ] |
| 2003年 | 41,268   | 18,257   | [ 東京都統計 14 ] |
| 2004年 | 41,274   | 18,756   | [ 東京都統計 15 ] |
| 2005年 | 41,613   | 19,435   | [ 東京都統計 16 ] |
| 2006年 | 43,033   | 20,419   | [ 東京都統計 17 ] |
| 2007年 | 43,298   | 24,445   | [ 東京都統計 18 ] |
| 2008年 | 45,800   | 23,721   | [ 東京都統計 19 ] |
| 2009年 | 45,855   | 24,427   | [ 東京都統計 20 ] |
| 2010年 | 45,301   | 24,778   | [ 東京都統計 21 ] |
| 2011年 | 44,746   | 24,868   | [ 東京都統計 22 ] |
| 2012年 | 45,611   | 25,822   | [ 東京都統計 23 ] |
| 2013年 | 47,296   | 26,822   | [ 東京都統計 24 ] |
| 2014年 | 47,507   | 26,942   | [ 東京都統計 25 ] |
| 2015年 | 48,183   | 27,571   | [ 東京都統計 26 ] |
| 2016年 | 48,567   | 27,950   | [ 東京都統計 27 ] |
| 2017年 | 49,175   | 28,589   | [ 東京都統計 28 ] |

## 駅周辺

### 施設等
スーパーマーケット
- フレル・ウィズ自由が丘東急ストア
- ピーコックストア自由が丘店
- あおば食品館 自由が丘店
- 成城石井 自由が丘店

商業施設
- 東急プラザ
- メルサ自由が丘店
- 自由が丘スイーツフォレスト
- 山野楽器自由が丘店
- ヤマダデンキLABI LIFE SELECT 自由が丘
- Luz自由が丘

飲食店
- ピーターラビットガーデンカフェ

学校
- 自由ヶ丘学園高等学校
- 自由が丘産能短期大学

その他
- 目黒線奥沢駅（徒歩10分程度）
- 目黒自由が丘郵便局
- 白樺広小路スクエア
- 魚菜学園
- マリクレール通り
- 熊野神社 (目黒区)[3]

### バス路線
いずれも東急バスが運行している。
自由が丘駅

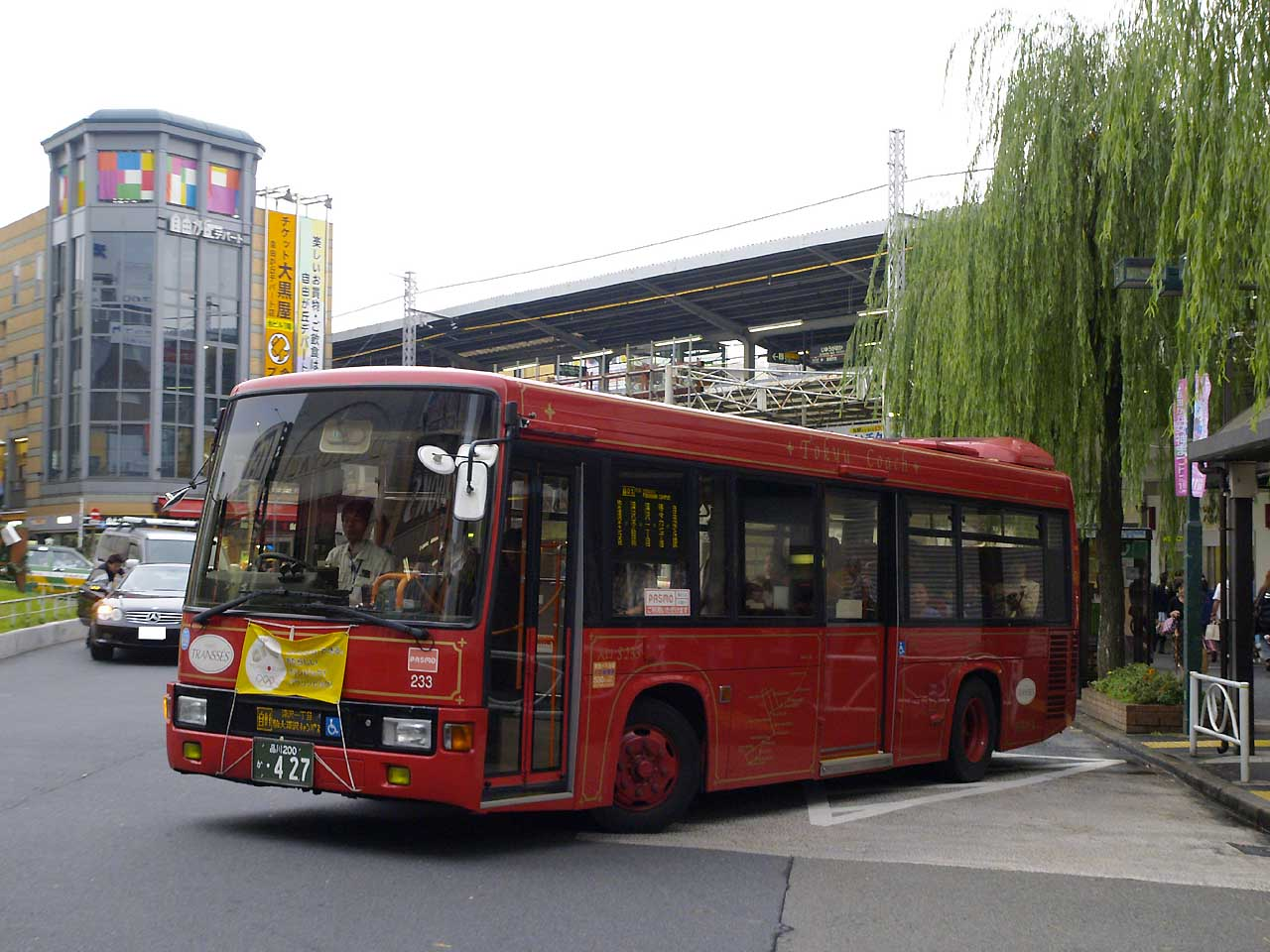
東急コーチ自由が丘線

- <自01> 駒大深沢キャンパス前（深沢一丁目・深沢不動前経由）[32] ※休日の15時から18時を除く昼夕運転
- <自02> 駒大深沢キャンパス前（エーダンモール深沢・深沢不動前経由）[32] ※朝・深夜運転
- <自12> 東京医療センター（エーダンモール深沢経由）[32] ※昼間運転

自由が丘駅入口 - 自01系統と自12系統のバス停表記は自由が丘駅。
- <渋11> 渋谷駅（八雲高校・東京医療センター前・駒沢大学駅前経由）[33]
- <渋11> 田園調布駅[33]
- <自01> 駒大深沢キャンパス前（深沢一丁目・深沢不動前経由）[33] ※休日の15時から18時運転
- <自12> 東京医療センター（エーダンモール深沢経由）[33] ※休日の15時から18時運転

## 隣の駅
東急電鉄
 東横線
- □S-TRAIN 停車駅

■特急・□通勤特急
中目黒駅 (TY03) - 自由が丘駅 (TY07) - 武蔵小杉駅 (TY11)
■急行
学芸大学駅 (TY05) - 自由が丘駅 (TY07) - 田園調布駅 (TY08)
■各駅停車
都立大学駅 (TY06) - 自由が丘駅 (TY07) - 田園調布駅 (TY08)
 大井町線
■急行
大岡山駅 (OM08) - 自由が丘駅 (OM10) - 二子玉川駅 (OM15)
□各駅停車（二子新地駅・高津駅は通過）・■各駅停車（二子新地駅・高津駅に停車）
緑が丘駅 (OM09) - 自由が丘駅 (OM10) - 九品仏駅 (OM11)